# Henrich Mchitarjan
Henrich Mchitarjan (armeniska: Հենրիխ Մխիթարյան, Henrich Mchitarjan) född 21 januari 1989 i Jerevan i Armeniska SSR i dåvarande Sovjetunionen, är en armenisk fotbollsspelare som spelar för Inter i Serie A.

## Klubbkarriär
Mchitarjan inledde sin karriär i den armeniska klubben FK Pjunik Jerevan vid 17 års ålder, då han gjorde sin professionella debut år 2006. Han spelade för Pjunik den sista säsongen år 2009. Sammanlagt spelade han 70 matcher och gjorde 30 mål. Därefter gick han till ukrainska FK Metalurh Donetsk. För Metalurh spelade han 37 matcher och gjorde 12 mål under en ettårsperiod. Den 14 juli 2010 blev han klubbens yngsta lagkapten någonsin, 21 år gammal. 
Under säsongen 2010/2011 köptes Mchitarjan av storklubben Sjachtar Donetsk för 7,5 miljoner amerikanska dollar. Han debuterade den 28 september 2010 i en Champions League-match mot portugisiska SC Braga, som man slog med 3-0.  Mchitarjan gick senare till den tyska klubben Borussia Dortmund varifrån han sedan gick till Manchester United FC 2016. Mchitarjan blev inblandad i ett spelarbyte med Alexis Sánchez från Arsenal FC i januari 2018. Mchitarjan skrev på för Arsenal 22 januari 2018 och fick spelarnummer 7.
Den 2 september 2019 lånades Mchitarjan ut till Roma på ett låneavtal över säsongen 2019/2020. Den 31 augusti 2020 blev han klar för en permanent övergång till Roma. Den 1 juni 2021 förlängde Mchitarjan sitt kontrakt i klubben med ett år.
Den 2 juli 2022 värvades Mchitarjan på fri transfer av italienska Inter, där han skrev på ett tvåårskontrakt.

## Landslagskarriär
Mchitarjan debuterade för Armeniens landslag den 14 januari 2007 i en vänskapsmatch mot Panama.
I mars 2022 valde Mchitarjan att avsluta landslagskarriären.